# بابلو نافاس
بابلو نافاس (بالإسبانية: Pablo Navas Alors)‏ هو لاعب كرة قدم إسباني في مركز نصف الجناح، ولد في 4 فبراير 1992 في لا كارلوتا في إسبانيا. لعب مع نادي ألكويانو ونادي كاودينبيث.

## وصلات خارجية
- بابلو نافاس على موقع قاعدة بيانات كرة القدم.إي يو (الإنجليزية)
- بابلو نافاس على موقع Soccerway.com (الإنجليزية)